# Сальников, Владимир Валерьевич
Влади́мир Вале́рьевич Са́льников (21 мая 1960, Ленинград, СССР) — советский пловец, 4-кратный олимпийский чемпион, многократный чемпион мира, Европы и многократный рекордсмен мира на дистанциях 400 м, 800 м и 1500 м вольным стилем. Заслуженный мастер спорта СССР (1978), воспитанник ленинградской спортивной школы «Экран», выступал за ЦСКА.
С февраля 2010 года по октябрь 2024 года президент Всероссийской федерации плавания. С октября 2024 — первый вице-президент Федерации водных видов спорта России. Делит с Александром Поповым рекорд среди всех советских/российских пловцов по количеству золотых олимпийских наград (по 4). Окончил институт физической культуры имени П. Ф. Лесгафта в Ленинграде (1981), кандидат педагогических наук.

## Биография

### Начало карьеры
Начал тренироваться с 1968 года в возрасте 8 лет у Глеба Георгиевича Петрова. С 1973 года тренировался у Игоря Михайловича Кошкина. В 1976 году впервые выступая в возрасте 16 лет на Олимпийских играх в Монреале в составе советской сборной под руководством Сергея Вайцеховского, занял 5-е место в финале на 1500 метров, установив рекорд Европы с результатом 15:29.45, отстав от первого и третьего места на 27 и 25 секунд соответственно. В 1977 году впервые выигрывает чемпионат Европы и на многие годы становится лидером мирового плавания на стайерских дистанциях. В 1978 году на чемпионате мира он впервые побил рекорд мира американца Брайана Гуделла.
В 1980 году на Олимпийских играх в Москве Сальников выступает на дистанциях 400 и 1500 метров вольным стилем. 22 июля 1980 года он становится первым в мире пловцом, который преодолевает рубеж 15 минут на полуторакилометровой дистанции. Его мировой рекорд равен 14 мин. 58,27 сек. Это значит, что каждую сотню метров из этой марафонской дистанции Сальников проплыл в среднем быстрее, чем за 1 минуту. Второе золото на 400 — метровой дистанции Сальников взял 24 июля. Также он успешно выступает с товарищами по команде в эстафете 4×200 м вольным стилем 26 июля.
Также был подопечным Заслуженного тренера СССР Г. Г. Петрова.

### 1984—1988 год.
В 1984 году Сальников готовился к своему новому триумфу и окончанию спортивной карьеры, но из-за бойкота был вынужден пропустить Олимпийские игры в Лос-Анджелесе и выступить вместо этого на соревнованиях «Дружба-84». После 1986 года в результатах Сальникова стал наблюдаться спад, он много болел, пропустил большинство стартов.
В 1985 году Владимир был вынужден расстаться со своим тренером Игорем Михайловичем Кошкиным, с которым работал вместе долгие годы. Кошкин усомнился в том, что спортсмен сможет добиться высоких результатов на международной арене. Он был чрезвычайно популярной личностью в эти годы — постоянные интервью в газетах, журналах и на телевидении, выступления на всевозможных мероприятиях. Последовал неминуемый провал в результатах — спортсмен опустился до 27 места в мировом рейтинге. Когда Сальников попытался вернуться к Кошкину, тот его не принял. Как признавался потом Сальников, возможно именно желание доказать всем, что он что-то ещё может, именно задетое самолюбие — всё это позволило ему спустя несколько лет триумфально победить на Олимпийских играх в Сеуле. Огромный кредит доверия ему дали спортивные руководители СССР, допустив до выступления на Олимпийских играх и не прогадали: в возрасте 28 лет Владимир Сальников сенсационно одержал победу в финале Олимпийских игр, на дистанции 1500 метров в упорной борьбе, с результатом 15 мин. 0,4 сек.
Сам Владимир Сальников так вспоминал свой последний заплыв в спортивной жизни в Сеуле:
На середине последнего 50-метрового отрезка наступило даже не равнодушие, нет. Отупение. Мышц у меня не было. Казалось, ноги-руки не работают. То есть двигаются сами по себе, без меня. Зубами я впился в нижнюю губу. Боли не чувствую. Ну, понятно. Умер. А это что? Стенка? Какая стенка? Ничего не вижу. Ничего не соображаю. Туман перед глазами. Всё…

### Достижения
По окончании спортивной карьеры работал тренером сборной СССР по плаванию (1989—1990 годы), но особых лавров не снискал, позже занимал руководящие должности в федерации плавания СССР и России.
4-кратный олимпийский чемпион, 4-кратный чемпион мира, 5-кратный чемпион Европы (всё на 50-метровой дорожке). Установил более 20 мировых рекордов на дистанциях 400, 800 и 1500 метров (на дорожках 25 и 50 метров).
Награждён орденами Ленина (1985), Октябрьской Революции (1988), Трудового Красного Знамени (1980), Почёта (2010). В 1980 году удостоен специального приза Международной федерации плавания (FINA), в 1983 году включён в Международную галерею славы плавания (Форт Лодердейл, Флорида, США). В 1979, 1980 и 1983 годах признавался американским журналом «Мир плавания» лучшим пловцом мира. В честь достижений Владимира в 2007 году были проведёны первые, ставшие ежегодными, международные соревнования по плаванию «Кубок Владимира Сальникова».

## Семья
Отец Валерий Владимирович Сальников (1931 года рождения), капитан дальнего плавания. Мать Валентина Михайловна Сальникова (1936 года рождения).
Супруга Марина Николаевна Сальникова (Басова, 1957 года рождения), в прошлом спортсменка, занималась лёгкой атлетикой. Сын Владимир (1988 года рождения).

## Рекорды
- 50-метровый бассейн
  - 1500 м вольный стиль: 14:54.76
  - 800 м вольный стиль: 7:50.64
  - 400 м вольный стиль: 3:48.32
- 25-метровый бассейн
  - 800 м вольный стиль: 7:38.90